# Le Château de Médan
Le Château de Médan est un tableau réalisé par le peintre français Paul Cézanne vers 1879-1880, alors qu'il séjourne chez Émile Zola à Médan, dans ce qui est aujourd'hui les Yvelines. De format horizontal, cette huile sur toile est un paysage urbain qui représente quelques bâtisses de cette localité arborée, avec la Seine au premier plan et le château de Médan en bordure gauche de la composition. Passée entre les mains de Paul Gauguin, l'œuvre a été offerte en 1944 à la ville de Glasgow, en Écosse, au Royaume-Uni. Elle est conservée au sein de la Collection Burrell.